# 千叶百音
千叶百音（日语：／ Chiba Mone，2005年5月1日—），日本女子花样滑冰运动员，2023年四大洲花样滑冰锦标赛女子单人滑铜牌得主、2024年四大洲花样滑冰锦标赛女子单人滑金牌得主。